# Herndon (Pensilvânia)
Herndon é um distrito localizado no estado norte-americano de Pensilvânia, no Condado de Northumberland.

## Demografia
Segundo o censo norte-americano de 2000, a sua população era de 383 habitantes.
Em 2006, foi estimada uma população de 357, um decréscimo de 26 (-6.8%).

## Geografia
De acordo com o United States Census Bureau tem uma área de
4,6 km², dos quais 2,1 km² cobertos por terra e 2,5 km² cobertos por água.

## Localidades na vizinhança
O diagrama seguinte representa as localidades num raio de 12 km ao redor de Herndon.